# Giải bóng đá vô địch quốc gia Argentina
Giải bóng đá vô địch quốc gia Argentina (Primera División, phát âm tiếng Tây Ban Nha: [pɾiˈmeɾa ðiβiˈsjon]), được biết đến chính thức là Liga Profesional de Fútbol, hoặc Torneo Sur Finanzas vì lý do tài trợ, là một giải bóng đá chuyên nghiệp ở Argentina, do Hiệp hội bóng đá Argentina (AFA) tổ chức.
Primera División là giải bóng đá hàng đầu của đất nước và là giải đấu cao nhất của hệ thống giải bóng đá Argentina. Giải đấu này hoạt động theo hệ thống thăng hạng và xuống hạng với Primera Nacional (Giải hạng nhì), với các đội xếp hạng thấp nhất vào cuối mùa giải sẽ xuống hạng.
Với giải vô địch đầu tiên được tổ chức vào năm 1891, Argentina trở thành quốc gia đầu tiên bên ngoài Vương quốc Anh (nơi Giải bóng đá ra mắt vào năm 1888 và các Giải bóng đá Scotland và Ireland vào năm 1890) thành lập một giải bóng đá. Trong những năm đầu, chỉ có các đội từ Buenos Aires, Đại Buenos Aires, La Plata và Rosario được liên kết với hiệp hội quốc gia. Các đội từ các thành phố khác sẽ tham gia vào những năm sau đó.
Primera División trở thành giải đấu chuyên nghiệp vào năm 1931 khi 18 câu lạc bộ tách khỏi các giải đấu nghiệp dư để thành lập một giải đấu chuyên nghiệp. Kể từ đó, mùa giải đã được tổ chức hàng năm theo bốn thể thức và lịch thi đấu khác nhau.
Giải vô địch Argentina được xếp hạng là một trong mười giải đấu mạnh nhất thế giới trong năm dương lịch 2015 bởi Liên đoàn Lịch sử và Thống kê bóng đá quốc tế (IFFHS). Argentina xếp thứ 4 sau La Liga (Tây Ban Nha), Serie A (Ý) và Bundesliga (Đức), nhưng kể từ đó đã tụt xuống vị trí thứ 19 trong danh sách năm 2021.

## Thể thức
Mùa giải 2024 sẽ có sự tham gia của 28 đội, bao gồm 26 đội từ mùa giải trước cộng với 2 đội thăng hạng từ Primera Nacional 2023. Mùa giải bắt đầu vào ngày 12 tháng 5 và kết thúc vào ngày 15 tháng 12.
Các đội tham gia thi đấu vòng tròn tính điểm với tổng cộng 27 vòng. Đội có nhiều điểm nhất vào cuối mùa giải sẽ lên ngôi vô địch. Việc xuống hạng sẽ dựa trên hệ thống tính trung bình. Vào cuối mùa giải, hai đội có điểm trung bình ba năm tệ nhất sẽ xuống hạng, trong khi đội vô địch và á quân của giải Primera Nacional sẽ được thăng hạng lên Primera División.
Nhà vô địch Primera División sẽ giành được một suất thi đấu trong trận Trofeo de Campeones de la Liga Profesional với đội thắng Copa de la Liga Profesional.
Tính đến năm 2022, năm câu lạc bộ từ Argentina đủ điều kiện tham gia Copa Libertadores. Nhà vô địch Primera División tự động đủ điều kiện tham gia giải đấu. Bốn đội khác có thứ hạng cao nhất trên bảng xếp hạng vào cuối giải đấu (thứ 2 đến thứ 5) cũng đủ điều kiện tham gia Cúp.
Đối với Copa Sudamericana, có sáu đội đủ điều kiện tham gia. Các câu lạc bộ xếp thứ 6 đến 11 trên bảng xếp hạng vào cuối giải đấu sẽ giành được một suất tham dự cúp.

## Các nhà vô địch
Sau đây là danh sách bao gồm tất cả các nhà vô địch Primera División kể từ lần đầu tiên được tổ chức vào năm 1891. Lần đầu tiên kể từ năm 1892, không có giải vô địch nào được tổ chức vào năm 2020 sau khi lịch trình của mùa giải thường xuyên bị trì hoãn nhiều lần vì đại dịch COVID-19. Khi Chính phủ quốc gia cho phép các giải đấu bóng đá trở lại vào tháng 10, AFA đã tổ chức Copa de la Liga Profesional 2020, một cúp quốc gia được hình thành như một cuộc thi dự phòng.
- Trong ngoặc là số danh hiệu.

| STT | Mùa                | Vô địch                                                        | Á quân                                                         | Hạng 3                                                         |
| --- | ------------------ | -------------------------------------------------------------- | -------------------------------------------------------------- | -------------------------------------------------------------- |
| 1   | 1891               | St. Andrew's (1)                                               | Buenos Aires & Rosario Railway                                 | Belgrano F.C.                                                  |
| 1   | 1891               | Old Caledonians (1)                                            | Buenos Aires & Rosario Railway                                 | Belgrano F.C.                                                  |
| –   | 1892               | (Không có giải vô địch nào được tổ chức sau khi AAFL giải thể) | (Không có giải vô địch nào được tổ chức sau khi AAFL giải thể) | (Không có giải vô địch nào được tổ chức sau khi AAFL giải thể) |
| 2   | 1893               | Lomas AC (1)                                                   | Flores                                                         | Quilmes                                                        |
| 3   | 1894               | Lomas AC (2)                                                   | Rosario AC                                                     | Flores                                                         |
| 4   | 1895               | Lomas AC (3)                                                   | Lomas Academy                                                  | Flores                                                         |
| 5   | 1896               | Lomas Academy (1)                                              | Flores                                                         | Lomas AC                                                       |
| 6   | 1897               | Lomas AC (4)                                                   | Lanús AC                                                       | Belgrano AC                                                    |
| 7   | 1898               | Lomas AC (5)                                                   | Lobos                                                          | Belgrano AC                                                    |
| 8   | 1899               | Belgrano AC (1)                                                | Lobos                                                          | Lomas AC                                                       |
| 9   | 1900               | Alumni (1)                                                     | Lomas                                                          | Belgrano AC                                                    |
| 10  | 1901               | Alumni (2)                                                     | Belgrano AC                                                    | Quilmes                                                        |
| 11  | 1902               | Alumni (3)                                                     | Barracas                                                       | Quilmes                                                        |
| 12  | 1903               | Alumni (4)                                                     | Belgrano AC                                                    | Barracas                                                       |
| 13  | 1904               | Belgrano AC (2)                                                | Alumni                                                         | Lomas AC                                                       |
| 14  | 1905               | Alumni (5)                                                     | Belgrano AC                                                    | Estudiantes (BA)                                               |
| 15  | 1906               | Alumni (6)                                                     | Lomas AC                                                       | Quilmes                                                        |
| 16  | 1907               | Alumni (7)                                                     | Estudiantes (BA)                                               | San Isidro                                                     |
| 17  | 1908               | Belgrano AC (3)                                                | Alumni                                                         | Argentino (Q)                                                  |
| 18  | 1909               | Alumni (8)                                                     | River Plate                                                    | Quilmes                                                        |
| 19  | 1910               | Alumni (9)                                                     | Porteño                                                        | Belgrano AC                                                    |
| 20  | 1911               | Alumni (10)                                                    | Porteño                                                        | San Isidro                                                     |
| 21  | 1912               | Quilmes (1)                                                    | San Isidro                                                     | Racing                                                         |
| 21  | 1912 FAF           | Porteño (1)                                                    | Independiente                                                  | Estudiantes (LP)                                               |
| 22  | 1913               | Racing (1)                                                     | San Isidro                                                     | River Plate                                                    |
| 22  | 1913 FAF           | Estudiantes (LP) (1)                                           | Gimnasia y Esgrima (BA)                                        | Argentino (Q)                                                  |
| 23  | 1914               | Racing (2)                                                     | Estudiantes (BA)                                               | Boca Juniors                                                   |
| 23  | 1914 FAF           | Porteño (2)                                                    | Estudiantes (LP)                                               | Independiente                                                  |
| 24  | 1915               | Racing (3)                                                     | San Isidro                                                     | River Plate                                                    |
| 25  | 1916               | Racing (4)                                                     | Platense                                                       | River Plate                                                    |
| 26  | 1917               | Racing (5)                                                     | River Plate                                                    | Huracán                                                        |
| 27  | 1918               | Racing (6)                                                     | River Plate                                                    | Boca Juniors                                                   |
| 28  | 1919               | Boca Juniors (1)                                               | Estudiantes                                                    | Huracán                                                        |
| 28  | 1919 AAmF          | Racing (7)                                                     | Vélez Sarsfield                                                | River Plate                                                    |
| 29  | 1920               | Boca Juniors (2)                                               | Banfield                                                       | Huracán                                                        |
| 29  | 1920 AAmF          | River Plate (1)                                                | Racing                                                         | San Lorenzo                                                    |
| 30  | 1921               | Huracán (1)                                                    | Del Plata                                                      | Boca Juniors                                                   |
| 30  | 1921 AAmF          | Racing (8)                                                     | River Plate                                                    | Independiente                                                  |
| 31  | 1922               | Huracán (2)                                                    | Sportivo Palermo                                               | Boca Juniors                                                   |
| 31  | 1922 AAmF          | Independiente (1)                                              | River Plate                                                    | San Lorenzo                                                    |
| 32  | 1923               | Boca Juniors (3)                                               | Huracán                                                        | Sportivo Barracas                                              |
| 32  | 1923 AAmF          | San Lorenzo (1)                                                | Independiente                                                  | River Plate                                                    |
| 33  | 1924               | Boca Juniors (4)                                               | Temperley                                                      | Dock Sud                                                       |
| 33  | 1924 AAmF          | San Lorenzo (2)                                                | Gimnasia y Esgrima (LP)                                        | Independiente                                                  |
| 34  | 1925               | Huracán (3)                                                    | Nueva Chicago                                                  | El Porvenir                                                    |
| 34  | 1925 AAmF          | Racing (9)                                                     | San Lorenzo                                                    | Almagro                                                        |
| 35  | 1926               | Boca Juniors (5)                                               | Argentinos Juniors                                             | Huracán                                                        |
| 35  | 1926 AAmF          | Independiente (2)                                              | San Lorenzo                                                    | Platense                                                       |
| 36  | 1927               | San Lorenzo (3)                                                | Boca Juniors                                                   | Lanús                                                          |
| 37  | 1928               | Huracán (4)                                                    | Boca Juniors                                                   | Estudiantes (LP)                                               |
| 38  | 1929               | Gimnasia y Esgrima (LP) (1)                                    | Boca Juniors                                                   | River Plate                                                    |
| 39  | 1930               | Boca Juniors (6)                                               | Estudiantes (LP)                                               | River Plate                                                    |
| 40  | 1931               | Estudiantil Porteño (1)                                        | Almagro                                                        | Sportivo Buenos Aires                                          |
| 40  | 1931 LAF           | Boca Juniors (7)                                               | San Lorenzo                                                    | Estudiantes (LP)                                               |
| 41  | 1932               | Sportivo Barracas (1)                                          | Barracas Central                                               | Colegiales                                                     |
| 41  | 1932 LAF           | River Plate (2)                                                | Independiente                                                  | Racing                                                         |
| 42  | 1933               | Dock Sud (1)                                                   | Nueva Chicago                                                  | Banfield                                                       |
| 42  | 1933 LAF           | San Lorenzo (4)                                                | Boca Juniors                                                   | Racing                                                         |
| 43  | 1934               | Estudiantil Porteño (2)                                        | Banfield                                                       | Defensores de Belgrano                                         |
| 43  | 1934 LAF           | Boca Juniors (8)                                               | Independiente                                                  | San Lorenzo                                                    |
| 44  | 1935               | Boca Juniors (9)                                               | Independiente                                                  | San Lorenzo                                                    |
| 45  | 1936 (H)           | San Lorenzo (5)                                                | Huracán                                                        | Boca Juniors                                                   |
| 45  | 1936 (C)           | River Plate (3)                                                | San Lorenzo                                                    | Racing                                                         |
| 45  | 1936 (O)           | River Plate (4)                                                | San Lorenzo                                                    | –                                                              |
| 46  | 1937               | River Plate (5)                                                | Independiente                                                  | Boca Juniors                                                   |
| 47  | 1938               | Independiente (3)                                              | River Plate                                                    | San Lorenzo                                                    |
| 48  | 1939               | Independiente (4)                                              | River Plate                                                    | Huracán                                                        |
| 49  | 1940               | Boca Juniors (10)                                              | Independiente                                                  | River Plate                                                    |
| 50  | 1941               | River Plate (6)                                                | San Lorenzo                                                    | Newell's Old Boys                                              |
| 51  | 1942               | River Plate (7)                                                | San Lorenzo                                                    | Huracán                                                        |
| 52  | 1943               | Boca Juniors (11)                                              | River Plate                                                    | San Lorenzo                                                    |
| 53  | 1944               | Boca Juniors (12)                                              | River Plate                                                    | Estudiantes (LP)                                               |
| 54  | 1945               | River Plate (8)                                                | Boca Juniors                                                   | Independiente                                                  |
| 55  | 1946               | San Lorenzo (6)                                                | Boca Juniors                                                   | River Plate                                                    |
| 56  | 1947               | River Plate (9)                                                | Boca Juniors                                                   | Independiente                                                  |
| 57  | 1948               | Independiente (5)                                              | River Plate                                                    | Estudiantes (LP)                                               |
| 58  | 1949               | Racing (10)                                                    | River Plate                                                    | Platense                                                       |
| 59  | 1950               | Racing (11)                                                    | Boca Juniors                                                   | Independiente                                                  |
| 60  | 1951               | Racing (12)                                                    | Banfield                                                       | River Plate                                                    |
| 61  | 1952               | River Plate (10)                                               | Racing                                                         | Independiente                                                  |
| 62  | 1953               | River Plate (11)                                               | Vélez Sarsfield                                                | Racing                                                         |
| 63  | 1954               | Boca Juniors (13)                                              | Independiente                                                  | River Plate                                                    |
| 64  | 1955               | River Plate (12)                                               | Racing                                                         | Boca Juniors                                                   |
| 65  | 1956               | River Plate (13)                                               | Lanús                                                          | Boca Juniors                                                   |
| 66  | 1957               | River Plate (14)                                               | San Lorenzo                                                    | Racing                                                         |
| 67  | 1958               | Racing (13)                                                    | Boca Juniors                                                   | San Lorenzo                                                    |
| 68  | 1959               | San Lorenzo (7)                                                | Racing                                                         | Independiente                                                  |
| 69  | 1960               | Independiente (6)                                              | River Plate                                                    | Argentinos Juniors                                             |
| 70  | 1961               | Racing (14)                                                    | San Lorenzo                                                    | River Plate                                                    |
| 71  | 1962               | Boca Juniors (14)                                              | River Plate                                                    | Gimnasia y Esgrima (LP)                                        |
| 72  | 1963               | Independiente (7)                                              | River Plate                                                    | Racing                                                         |
| 73  | 1964               | Boca Juniors (15)                                              | Independiente                                                  | River Plate                                                    |
| 74  | 1965               | Boca Juniors (16)                                              | River Plate                                                    | Vélez Sarsfield                                                |
| 75  | 1966               | Racing (15)                                                    | River Plate                                                    | Boca Juniors                                                   |
| 76  | Metropolitano 1967 | Estudiantes (LP) (2)                                           | Racing                                                         | –                                                              |
| 76  | Nacional 1967      | Independiente (8)                                              | Estudiantes (LP)                                               | Vélez Sarsfield                                                |
| 77  | Metropolitano 1968 | San Lorenzo (8)                                                | Estudiantes (LP)                                               | –                                                              |
| 77  | Nacional 1968      | Vélez Sarsfield (1)                                            | River Plate                                                    | Racing                                                         |
| 78  | Metropolitano 1969 | Chacarita Juniors (1)                                          | River Plate                                                    | –                                                              |
| 78  | Nacional 1969      | Boca Juniors (17)                                              | River Plate                                                    | San Lorenzo                                                    |
| 79  | Metropolitano 1970 | Independiente (9)                                              | River Plate                                                    | San Lorenzo                                                    |
| 79  | Nacional 1970      | Boca Juniors (18)                                              | Rosario Central                                                | –                                                              |
| 80  | Metropolitano 1971 | Independiente (10)                                             | Vélez Sarsfield                                                | Chacarita Juniors                                              |
| 80  | Nacional 1971      | Rosario Central (1)                                            | San Lorenzo                                                    | –                                                              |
| 81  | Metropolitano 1972 | San Lorenzo (9)                                                | Racing                                                         | Huracán                                                        |
| 81  | Nacional 1972      | San Lorenzo (10)                                               | River Plate                                                    | Boca Juniors                                                   |
| 82  | Metropolitano 1973 | Huracán (5)                                                    | Boca Juniors                                                   | San Lorenzo                                                    |
| 82  | Nacional 1973      | Rosario Central (2)                                            | River Plate                                                    | Atlanta                                                        |
| 83  | Metropolitano 1974 | Newell's Old Boys (1)                                          | Rosario Central                                                | Boca Juniors                                                   |
| 83  | Nacional 1974      | San Lorenzo (11)                                               | Rosario Central                                                | Vélez Sarsfield                                                |
| 84  | Metropolitano 1975 | River Plate (15)                                               | Huracán                                                        | Boca Juniors                                                   |
| 84  | Nacional 1975      | River Plate (16)                                               | Estudiantes (LP)                                               | San Lorenzo                                                    |
| 85  | Metropolitano 1976 | Boca Juniors (19)                                              | Huracán                                                        | Estudiantes (LP)                                               |
| 85  | Nacional 1976      | Boca Juniors (20)                                              | River Plate                                                    | –                                                              |
| 86  | Metropolitano 1977 | River Plate (17)                                               | Independiente                                                  | Vélez Sarsfield                                                |
| 86  | Nacional 1977      | Independiente (11)                                             | Talleres (C)                                                   | –                                                              |
| 87  | Metropolitano 1978 | Quilmes (2)                                                    | Boca Juniors                                                   | Unión                                                          |
| 87  | Nacional 1978      | Independiente (12)                                             | River Plate                                                    | –                                                              |
| 88  | Metropolitano 1979 | River Plate (18)                                               | Vélez Sarsfield                                                | –                                                              |
| 88  | Nacional 1979      | River Plate (19)                                               | Unión                                                          | –                                                              |
| 89  | Metropolitano 1980 | River Plate (20)                                               | Argentinos Juniors                                             | Talleres (C)                                                   |
| 89  | Nacional 1980      | Rosario Central (3)                                            | Racing (C)                                                     | –                                                              |
| 90  | Metropolitano 1981 | Boca Juniors (21)                                              | Ferro Carril Oeste                                             | Newell's Old Boys                                              |
| 90  | Nacional 1981      | River Plate (21)                                               | Ferro Carril Oeste                                             | –                                                              |
| 91  | Metropolitano 1982 | Estudiantes (LP) (3)                                           | Independiente                                                  | Boca Juniors                                                   |
| 91  | Nacional 1982      | Ferro Carril Oeste (1)                                         | Quilmes                                                        | –                                                              |
| 92  | Metropolitano 1983 | Independiente (13)                                             | San Lorenzo                                                    | Ferro Carril Oeste                                             |
| 92  | Nacional 1983      | Estudiantes (LP) (4)                                           | Independiente                                                  | –                                                              |
| 93  | Metropolitano 1984 | Argentinos Juniors (1)                                         | Ferro Carril Oeste                                             | Estudiantes (LP)                                               |
| 93  | Nacional 1984      | Ferro Carril Oeste (2)                                         | River Plate                                                    | –                                                              |
| 94  | Nacional 1985      | Argentinos Juniors (2)                                         | Vélez Sarsfield                                                | –                                                              |
| 95  | 1985–86            | River Plate (22)                                               | Newell's Old Boys                                              | Deportivo Español                                              |
| 96  | 1986–87            | Rosario Central (4)                                            | Newell's Old Boys                                              | Independiente                                                  |
| 97  | 1987–88            | Newell's Old Boys (2)                                          | San Lorenzo                                                    | Racing                                                         |
| 98  | 1988–89            | Independiente (14)                                             | Boca Juniors                                                   | Deportivo Español                                              |
| 99  | 1989–90            | River Plate (23)                                               | Independiente                                                  | Boca Juniors                                                   |
| 100 | 1990–91            | Newell's Old Boys (3)                                          | Boca Juniors                                                   | River Plate                                                    |
| 101 | Apertura 1991      | River Plate (24)                                               | Boca Juniors                                                   | San Lorenzo                                                    |
| 101 | Clausura 1992      | Newell's Old Boys (4)                                          | Vélez Sarsfield                                                | Deportivo Español                                              |
| 102 | Apertura 1992      | Boca Juniors (22)                                              | River Plate                                                    | San Lorenzo                                                    |
| 102 | Clausura 1993      | Vélez Sarsfield (2)                                            | Independiente                                                  | River Plate                                                    |
| 103 | Apertura 1993      | River Plate (25)                                               | Vélez Sarsfield                                                | Racing                                                         |
| 103 | Clausura 1994      | Independiente (15)                                             | Huracán                                                        | Rosario Central                                                |
| 104 | Apertura 1994      | River Plate (26)                                               | San Lorenzo                                                    | Vélez Sarsfield                                                |
| 104 | Clausura 1995      | San Lorenzo (12)                                               | Gimnasia y Esgrima (LP)                                        | Vélez Sarsfield                                                |
| 105 | Apertura 1995      | Vélez Sarsfield (3)                                            | Racing                                                         | Lanús                                                          |
| 105 | Clausura 1996      | Vélez Sarsfield (4)                                            | Gimnasia y Esgrima (LP)                                        | Lanús                                                          |
| 106 | Apertura 1996      | River Plate (27)                                               | Independiente                                                  | Lanús                                                          |
| 106 | Clausura 1997      | River Plate (28)                                               | Colón                                                          | Newell's Old Boys                                              |
| 107 | Apertura 1997      | River Plate (29)                                               | Boca Juniors                                                   | Rosario Central                                                |
| 107 | Clausura 1998      | Vélez Sarsfield (5)                                            | Lanús                                                          | Gimnasia y Esgrima (LP)                                        |
| 108 | Apertura 1998      | Boca Juniors (23)                                              | Gimnasia y Esgrima (LP)                                        | Racing                                                         |
| 108 | Clausura 1999      | Boca Juniors (24)                                              | River Plate                                                    | San Lorenzo                                                    |
| 109 | Apertura 1999      | River Plate (30)                                               | Rosario Central                                                | Boca Juniors                                                   |
| 109 | Clausura 2000      | River Plate (31)                                               | Independiente                                                  | Colón                                                          |
| 110 | Apertura 2000      | Boca Juniors (25)                                              | River Plate                                                    | Gimnasia y Esgrima (LP)                                        |
| 110 | Clausura 2001      | San Lorenzo (13)                                               | River Plate                                                    | Boca Juniors                                                   |
| 111 | Apertura 2001      | Racing (16)                                                    | River Plate                                                    | Boca Juniors                                                   |
| 111 | Clausura 2002      | River Plate (32)                                               | Gimnasia y Esgrima (LP)                                        | Boca Juniors                                                   |
| 112 | Apertura 2002      | Independiente (16)                                             | Boca Juniors                                                   | River Plate                                                    |
| 112 | Clausura 2003      | River Plate (33)                                               | Boca Juniors                                                   | Vélez Sarsfield                                                |
| 113 | Apertura 2003      | Boca Juniors (26)                                              | San Lorenzo                                                    | Banfield                                                       |
| 113 | Clausura 2004      | River Plate (34)                                               | Boca Juniors                                                   | Talleres (C)                                                   |
| 114 | Apertura 2004      | Newell's Old Boys (5)                                          | Vélez Sarsfield                                                | River Plate                                                    |
| 114 | Clausura 2005      | Vélez Sarsfield (6)                                            | Banfield                                                       | Racing                                                         |
| 115 | Apertura 2005      | Boca Juniors (27)                                              | Gimnasia y Esgrima (LP)                                        | Vélez Sarsfield                                                |
| 115 | Clausura 2006      | Boca Juniors (28)                                              | Lanús                                                          | River Plate                                                    |
| 116 | Apertura 2006      | Estudiantes (LP) (5)                                           | Boca Juniors                                                   | River Plate                                                    |
| 116 | Clausura 2007      | San Lorenzo (14)                                               | Boca Juniors                                                   | Estudiantes (LP)                                               |
| 117 | Apertura 2007      | Lanús (1)                                                      | Tigre                                                          | Banfield                                                       |
| 117 | Clausura 2008      | River Plate (35)                                               | Boca Juniors                                                   | Estudiantes (LP)                                               |
| 118 | Apertura 2008      | Boca Juniors (29)                                              | Tigre                                                          | San Lorenzo                                                    |
| 118 | Clausura 2009      | Vélez Sarsfield (7)                                            | Huracán                                                        | Lanús                                                          |
| 119 | Apertura 2009      | Banfield (1)                                                   | Newell's Old Boys                                              | Colón                                                          |
| 119 | Clausura 2010      | Argentinos Juniors (3)                                         | Estudiantes (LP)                                               | Godoy Cruz                                                     |
| 120 | Apertura 2010      | Estudiantes (LP) (6)                                           | Vélez Sarsfield                                                | Arsenal                                                        |
| 120 | Clausura 2011      | Vélez Sarsfield (8)                                            | Lanús                                                          | Godoy Cruz                                                     |
| 121 | Apertura 2011      | Boca Juniors (30)                                              | Racing                                                         | Vélez Sarsfield                                                |
| 121 | Clausura 2012      | Arsenal (1)                                                    | Tigre                                                          | Vélez Sarsfield                                                |
| 122 | Inicial 2012       | Vélez Sarsfield (9)                                            | Newell's Old Boys                                              | Belgrano                                                       |
| 122 | Final 2013         | Newell's Old Boys (6)                                          | River Plate                                                    | Lanús                                                          |
| 122 | 2012–13            | Vélez Sarsfield (10)                                           | Newell's Old Boys                                              | –                                                              |
| 123 | Inicial 2013       | San Lorenzo (15)                                               | Lanús                                                          | Vélez Sarsfield                                                |
| 123 | Final 2014         | River Plate (36)                                               | Boca Juniors                                                   | Estudiantes (LP)                                               |
| 124 | Transición 2014    | Racing (17)                                                    | River Plate                                                    | Lanús                                                          |
| 125 | 2015               | Boca Juniors (31)                                              | San Lorenzo                                                    | Rosario Central                                                |
| 126 | 2016               | Lanús (2)                                                      | San Lorenzo                                                    | Estudiantes (LP)                                               |
| 127 | 2016–17            | Boca Juniors (32)                                              | River Plate                                                    | Estudiantes (LP)                                               |
| 128 | 2017–18            | Boca Juniors (33)                                              | Godoy Cruz                                                     | San Lorenzo                                                    |
| 129 | 2018–19            | Racing (18)                                                    | Defensa y Justicia                                             | Boca Juniors                                                   |
| 130 | 2019–20            | Boca Juniors (34)                                              | River Plate                                                    | Vélez Sarsfield                                                |
| –   | 2020               | (không tổ chức vì đại dịch COVID-19 ở Argentina)               | (không tổ chức vì đại dịch COVID-19 ở Argentina)               | (không tổ chức vì đại dịch COVID-19 ở Argentina)               |
| 131 | 2021               | River Plate (37)                                               | Defensa y Justicia                                             | Talleres (C)                                                   |
| 132 | 2022               | Boca Juniors (35)                                              | Racing                                                         | River Plate                                                    |
| 133 | 2023               | River Plate (38)                                               | Talleres (C)                                                   | San Lorenzo                                                    |
| 134 | 2024               |                                                                |                                                                |                                                                |

Khóa
- H = Copa de Honor
- C = Copa Campeonato
- O = Copa de Oro
- Met = Metropolitano (1967–1984)
- Nac = Nacional (1967–1985)
- Ap = Apertura (1991–2012)
- Cl = Clausura (1991–2012)
- In = Ban đầu (2012–2014)
- Fi = Cuối cùng (2012–2014)
- Tr = Chuyển tiếp (2014)

Ghi chú
1. ↑  Giải vô địch được tổ chức bởi Liên đoàn bóng đá Argentina, tiền thân của Hiệp hội bóng đá Argentina hiện tại (thành lập năm 1893). Hiệp hội đó là hiệp hội lâu đời nhất bên ngoài Vương quốc Anh,[17] bị giải thể cùng năm đó.[18]
2. 1 2  Hiệp hội trước đây và đã giải thể coi danh hiệu được chia đều cho cả hai đội, trái ngược với ý kiến chung cho rằng Saint Andrew's là nhà vô địch vì họ đã giành chiến thắng trong trận chung kết, được tổ chức để quyết định đội nào sẽ được trao huy chương.[18]
3. ↑  Không liên quan đến Belgrano Athletic Club
4. ↑  Giải vô địch đầu tiên do AFA tổ chức.
5. ↑  Đội riêng biệt được thành viên của Lomas A.C. tạo ra để có một đội hình cạnh tranh khác từ tổ chức.[19]
6. ↑  Không liên quan đến Club Atlético Lanús
7. ↑  Khi Alumni giành chức vô địch năm 1900, câu lạc bộ vẫn mang tên "English High School AC". Năm 1901, câu lạc bộ được đổi tên do Hiệp hội bóng đá không cho phép các đội sử dụng cùng tên với trường mà họ đại diện để tránh mục đích quảng cáo.
8. ↑  Liên đoàn bóng đá Argentina (FAF) là một hiệp hội đối thủ đã tổ chức giải vô địch riêng của mình từ năm 1912 đến năm 1914.
9. ↑  Hiệp hội bóng đá nghiệp dư (AAmF) là một hiệp hội đối thủ đã tổ chức giải vô địch riêng của mình từ năm 1919 đến năm 1926.
10. ↑  Liên đoàn bóng đá Argentina (LAF) là một hiệp hội bất đồng chính kiến đã tổ chức bốn giải vô địch chuyên nghiệp đầu tiên từ năm 1931 đến năm 1934. Năm 1935, hiệp hội này sáp nhập với hiệp hội nghiệp dư Hiệp hội bóng đá Argentina (AAF) có các đội bóng bị xuống hạng hai.
11. 1 2 3  Mùa giải 1936 được chia thành hai giải đấu vòng tròn, "Copa Campeonato" (River Plate vô địch) và "Copa de Honor" (San Lorenzo vô địch). Vào cuối mùa giải, cả hai đội đều chơi "Copa de Oro", một trận đấu duy nhất mà River giành chiến thắng. Trong Memoria y Balance [Trí nhớ và sự cân bằng] (Báo cáo thường niên) do AFA công bố năm đó, River Plate được nhắc đến là "Nhà vô địch năm 1936" trong khi San Lorenzo chỉ được nhắc đến là "Đội vô địch Copa de Honor".[20] Trong cuốn sách kỷ niệm 100 năm xuất bản năm 1993, AFA đã liệt kê River Plate là nhà vô địch duy nhất năm 1936.[21] Năm 2013, AFA đã đưa ba chức vô địch năm 1936 lên trang web của mình, đề cập đến River Plate là đội vô địch Copa de Oro và Copa Campeonato và San Lorenzo là đội vô địch Copa de Honor, do đó cả hai câu lạc bộ đều được thêm một danh hiệu vô địch vào danh hiệu của họ.[22][23] Hơn nữa, một số nhà sử học coi Copa de Oro là cúp quốc gia thay vì giải vô địch quốc gia, nói rằng nó chỉ được tranh tài để đủ điều kiện cho một đại diện của Argentina chơi Copa Aldao với nhà vô địch Uruguay.[24]
12. 1 2 3 4 5 6 7 8 9 10 11 12 13 14 15 16 17 18  Không có đội thứ ba nào được ghi nhận nên giải vô địch được tổ chức theo thể thức hai khu vực, trong đó cả hai đội đủ điều kiện trước sẽ chơi trận chung kết.
13. ↑  Mặc dù có nhà vô địch Apertura (Newell's Old Boys) và Clausura (Boca Juniors) trong mùa giải này, các nhà vô địch nửa năm đã chơi trong trận chung kết hai lượt để xác định nhà vô địch mùa giải, cuối cùng là Newell's.
14. ↑  Kể từ mùa giải 1991–92, cả Apertura và Clausura đều là danh hiệu chính thức dành cho cá nhân.
15. ↑  Chỉ để chỉ ra rằng Vélez Sársfield đã được tuyên bố là nhà vô địch của toàn bộ mùa giải sau khi giành chiến thắng trong trận "Superfinal" với Newell's.
16. ↑  Vélez được công nhận là nhà vô địch của toàn mùa giải (2013-14) và được trao danh hiệu Primera División lần thứ 10.
17. ↑  Mặc dù River đã đánh bại San Lorenzo trong trận "Superfinal", nhưng điều này không được tính là danh hiệu Primera División mới.

## Thống kê

### Câu lạc bộ
Danh sách bao gồm tất cả các danh hiệu mà mỗi câu lạc bộ giành được kể từ chức vô địch Primera División đầu tiên được tổ chức vào năm 1891. Các câu lạc bộ in nghiêng hiện không còn tồn tại hoặc đã không còn liên kết với Hiệp hội bóng đá Argentina (AFA).
| Hạng | Câu lạc bộ              | Vô địch | Á quân | Mùa vô địch |
| ---- | ----------------------- | ------- | ------ | --- |
| 1    | River Plate             | 38      | 34     | 1920 AAmF, 1932 LAF, 1936 (Copa Campeonato), 1936 (Copa de Oro), 1937, 1941, 1942, 1945, 1947, 1952, 1953, 1955, 1956, 1957, Metropolitano 1975, Nacional 1975, Metropolitano 1977, Metropolitano 1979, Nacional 1979, Metropolitano 1980, Nacional 1981, 1985–86, 1989–90, Apertura 1991, Apertura 1993, Apertura 1994, Apertura 1996, Apertura 1997, Clausura 1997, Apertura 1999, Clausura 2000, Clausura 2002, Clausura 2003, Clausura 2004, Clausura 2008, Final 2014, 2021, 2023 |
| 2    | Boca Juniors            | 35      | 22     | 1919, 1920, 1923, 1924, 1926, 1930, 1931 LAF, 1934 LAF, 1935, 1940, 1943, 1944, 1954, 1962, 1964, 1965, Nacional 1969, Nacional 1970, Metropolitano 1976, Nacional 1976, Metropolitano 1981, Apertura 1992, Apertura 1998, Clausura 1999, Apertura 2000, Apertura 2003, Apertura 2005, Clausura 2006, Apertura 2008, Apertura 2011, 2015, 2016–17, 2017–18, 2019–20, 2022 |
| 3    | Racing                  | 18      | 9      | 1913, 1914, 1915, 1916, 1917, 1918, 1919 AAmF, 1921 AAmF, 1925 AAmF, 1949, 1950, 1951, 1958, 1961, 1966, Apertura 2001, Transición 2014, 2018–19 |
| 4    | Independiente           | 16      | 16     | 1922 AAmF, 1926 AAmF, 1938, 1939, 1948, 1960, 1963, Nacional 1967, Metropolitano 1970, Metropolitano 1971, Nacional 1977, Nacional 1978, Metropolitano 1983, 1988–1989, Clausura 1994, Apertura 2002 |
| 5    | San Lorenzo             | 15      | 16     | 1923 AAmF, 1924 AAmF, 1927, 1933 LAF, 1936 (Copa de Honor), 1946, 1959, Metropolitano 1968, Metropolitano 1972, Nacional 1972, Nacional 1974, Clausura 1995, Clausura 2001, Clausura 2007, Inicial 2013 |
| 6    | Vélez Sarsfield         | 10      | 9      | Nacional 1968, Clausura 1993, Apertura 1995, Clausura 1996, Clausura 1998, Clausura 2005, Clausura 2009, Clausura 2011, Inicial 2012, Superfinal 2012–13 |
| 6    | Alumni                  | 10      | 2      | 1900, 1901, 1902, 1903, 1905, 1906, 1907, 1909, 1910, 1911 |
| 8    | Estudiantes (LP)        | 6       | 7      | 1913 FAF, Metropolitano 1967, Metropolitano 1982, Nacional 1983, Apertura 2006, Apertura 2010 |
| 8    | Newell's Old Boys       | 6       | 5      | Metropolitano 1974, 1987–88, 1990–91, Clausura 1992, Apertura 2004, Final 2013 |
| 10   | Huracán                 | 5       | 8      | 1921, 1922, 1925, 1928, Metropolitano 1973 |
| 10   | Lomas Athletic          | 5       | 2      | 1893, 1894, 1895, 1897, 1898 |
| 12   | Rosario Central         | 4       | 4      | Nacional 1971, Nacional 1973, Nacional 1980, 1986–87 |
| 13   | Belgrano Athletic       | 3       | 3      | 1899, 1904, 1908 |
| 13   | Argentinos Juniors      | 3       | 2      | Metropolitano 1984, Nacional 1985, Clausura 2010 |
| 15   | Lanús                   | 2       | 5      | Apertura 2007, 2016 |
| 15   | Ferro Carril Oeste      | 2       | 3      | Nacional 1982, Nacional 1984 |
| 15   | Porteño                 | 2       | 2      | 1912 FAF, 1914 FAF |
| 15   | Quilmes                 | 2       | 1      | 1912, Metropolitano 1978 |
| 15   | Estudiantil Porteño     | 2       | –      | 1931, 1934 |
| 20   | Gimnasia y Esgrima (LP) | 1       | 6      | 1929 |
| 20   | Banfield                | 1       | 4      | Apertura 2009 |
| 20   | Lomas Academy           | 1       | 1      | 1896 |
| 20   | Arsenal                 | 1       | –      | Clausura 2012 |
| 20   | Chacarita Juniors       | 1       | –      | Metropolitano 1969 |
| 20   | Dock Sud                | 1       | –      | 1933 |
| 20   | Old Caledonians         | 1       | –      | 1891 |
| 20   | Sportivo Barracas       | 1       | –      | 1932 |
| 20   | St. Andrew's            | 1       | –      | 1891 |

Ghi chú
1. 1 2  Hiệp hội đã trao cho River Plate cả hai danh hiệu, Copa Campeonato và Copa de Oro, là danh hiệu cá nhân.
2. ↑  Hiệp hội bóng đá Argentina coi Superfinal là giải vô địch Primera División chính thức (mùa giải 2012-13) nên Vélez Sarsfield được trao danh hiệu thứ 10 cho giải đấu này.[26]
3. ↑  Dưới tên gọi "Trường Trung học phổ thông Anh AC"

### Ghi bàn nhiều nhất
Bảng xếp hạng bao gồm các giải đấu Primera División từ năm 1891 đến nay:
| STT | Cầu thủ                | Năm                          | Số bàn thắng | Trận | Tỷ lệ |
| --- | ---------------------- | ---------------------------- | ------------ | ---- | ----- |
| 1   | Arsenio Erico          | 1934–47                      | 295          | 332  | 0,88  |
| 2   | Ángel Labruna          | 1939–59                      | 294          | 515  | 0,57  |
| 3   | Herminio Masantonio    | 1931–43, 1945                | 253          | 358  | 0,70  |
| 4   | Manuel Seoane          | 1921–32                      | 249          | 299  | 0,83  |
| 5   | Roberto Cherro         | 1924–38                      | 236          | 345  | 0,68  |
| 6   | Bernabé Ferreyra       | 1929–39                      | 233          | 234  | 0,99  |
| 7   | Manuel Pelegrina       | 1938–55                      | 231          | 490  | 0,47  |
| 8   | Martín Palermo         | 1993–2000, 2004–11           | 227          | 408  | 0,55  |
| 9   | José Sanfilippo        | 1953–63, 1966–67, 1972       | 226          | 330  | 0,68  |
| 10  | Ricardo Infante        | 1942–61                      | 217          | 439  | 0,49  |
| 11  | Francisco Varallo      | 1928–39                      | 216          | 282  | 0,76  |
| 12  | Oscar Más              | 1964–76, 1979, 1982, 1985    | 215          | 429  | 0,50  |
| 13  | Domingo Tarasconi      | 1921–31, 1934                | 208          | 289  | 0,71  |
| 14  | Carlos Bianchi         | 1967–73, 1980–84             | 206          | 324  | 0,64  |
| 15  | Miguel Brindisi        | 1967–1976, 1979–1983         | 194          | 441  | 0,44  |
| 16  | Delfín Benítez Cáceres | 1932–44                      | 193          | 269  | 0,71  |
| 17  | José Manuel Moreno     | 1935–44, 1946–48, 1950, 1953 | 187          | 359  | 0,52  |
| 18  | Hugo Gottardi          | 1973–83, 1986–88             | 186          | 450  | 0,41  |
| 19  | Roque Avallay          | 1973–83, 1986–88             | 184          | 522  | 0,35  |
| 20  | Alberto Zozaya         | 1929–39                      | 183          | 224  | 0,81  |

### Kỷ lục ghi bàn
- Cầu thủ trẻ nhất từng trở thành cầu thủ ghi nhiều bàn thắng nhất tại Primera của Argentina là Diego Maradona tại giải đấu Metropolitano năm 1978 ở tuổi 17.[49]
- Héctor Scotta ghi được nhiều bàn thắng nhất trong một năm dương lịch, với 60 bàn thắng vào năm 1975.[50]
- Arsenio Erico là cầu thủ duy nhất ghi được hơn 40 bàn thắng trong một giải đấu duy nhất, ông đã làm được điều này hai lần vào năm 1937 với 47 bàn thắng và năm 1938 với 43 bàn thắng.
- Juan Taverna là cầu thủ ghi được nhiều bàn thắng nhất trong một trận đấu duy nhất (7 bàn) khi câu lạc bộ của anh, Banfield, đánh bại Puerto Comercial của Bahía Blanca với tỷ số 13–1 tại sân vận động Florencio Sola vào ngày 6 tháng 10 năm 1974.[51][52]
- José Luis Chilavert là thủ môn duy nhất ghi được 3 bàn thắng trong một trận đấu. Anh lập kỷ lục vào ngày 28 tháng 11 năm 1999, khi Vélez Sarsfield đánh bại Ferro Carril Oeste với tỷ số 6–1 tại sân vận động José Amalfitani trong mùa Apertura năm 1999. Đây không chỉ là kỷ lục của Argentina mà còn là kỷ lục thế giới đối với một thủ môn.[53]
- Clelio Caucia của Vélez Sarsfield đã trở thành thủ môn đầu tiên ghi bàn trong bóng đá Argentina khi anh ghi bàn từ quả phạt đền vào lưới Quilmes vào ngày 24 tháng 6 năm 1924.[54]
- Carlos Seppaquercia của Gimnasia y Esgrima LP đã lập kỷ lục về bàn thắng nhanh nhất trong một trận đấu, ghi bàn ở giây thứ 5 trước Huracán, vào ngày 18 tháng 3 năm 1979 tại sân vận động Juan Carmelo Zerillo. Trận đấu kết thúc với tỷ số hòa 1–1.[55][56][57]
- Eduardo Maglioni ghi 3 bàn trong vòng 1 phút 51 giây khi chơi cho Independiente v Gimnasia y Esgrima LP tại sân vận động "La Doble Visera" trong giải đấu Metropolitano năm 1973 vào ngày 18 tháng 3 năm 1973.[58][59]
- José Sanfilippo (1958–1961) và Diego Maradona (1978–1980) là những cầu thủ duy nhất đạt danh hiệu vua phá lưới trong bốn mùa giải liên tiếp.[60]
- Pedro Pasculli (Nacional 1984) cùng Diego Latorre và Darío Scotto (cả hai ở Clausura 1992) đã trở thành những cầu thủ ghi nhiều bàn thắng nhất với số bàn thắng ít nhất, họ chỉ cần ghi 9 bàn là giành được danh hiệu vua phá lưới.
- Carlos Bianchi giữ kỷ lục về thời gian dài nhất trong danh sách vua phá lưới, lần đầu tiên là Metropolitano 1971 và lần cuối là Nacional 1981, cách nhau 10 năm. Bianchi cũng giữ kỷ lục về khoảng cách dài nhất giữa các danh hiệu, ông đã đợi gần mười năm giữa danh hiệu Metropolitano năm 1971 và danh hiệu Nacional năm 1981.
- Martín Palermo giữ kỷ lục về số bàn thắng trong một mùa giải 19 trận. 20 bàn thắng của anh ấy trong Apertura năm 1998 cũng giúp anh ấy trở thành cầu thủ đầu tiên đạt trung bình hơn 1 bàn thắng mỗi trận kể từ Juan Gómez Voglino (người cũng là cầu thủ ghi nhiều bàn thắng nhất mọi thời đại của Atlanta)[61] vào năm 1973.
- Arsenio Erico người Paraguay và Enzo Francescoli người Uruguay là hai cầu thủ nước ngoài đã trở thành cầu thủ ghi bàn hàng đầu của Argentina trong nhiều lần nhất. Erico là cầu thủ ghi bàn hàng đầu ba lần liên tiếp (từ năm 1937 đến năm 1939), trong khi Francescoli là cầu thủ ghi bàn hàng đầu trong Metropolitano năm 1984, mùa giải 1985–86 và Apertura năm 1994.
- Rolando Zárate và Mauro Zárate là hai anh em duy nhất đều là cầu thủ ghi nhiều bàn thắng nhất tại Giải bóng đá vô địch quốc gia Argentina (lần lượt là Clausura năm 2004 và Apertura năm 2006).
- Khi Lisandro López giành chức vô địch Apertura năm 2004, anh trở thành cầu thủ đầu tiên của Racing Club giành danh hiệu vua phá lưới sau 35 năm.
- Năm 2009, José Sand trở thành cầu thủ đầu tiên đạt danh hiệu vua phá lưới ở hai giải đấu liên tiếp kể từ Diego Maradona năm 1980.